# Châteauneuf-d’Ille-et-Vilaine
Châteauneuf-d’Ille-et-Vilaine település Franciaországban, Ille-et-Vilaine megyében. Lakosainak száma 1679 fő (2022. január 1.). Châteauneuf-d’Ille-et-Vilaine Miniac-Morvan, Saint-Père-Marc-en-Poulet és La Ville-ès-Nonais községekkel határos.

## Népesség
A település népességének változása:
| Lakosok száma | 662  | 806  | 813  | 1056 | 1540 | 1662 | 1722 | 1710 | 1704 | 1679 |
|               | 1968 | 1982 | 1990 | 2006 | 2013 | 2015 | 2017 | 2019 | 2020 | 2022 |